# Frösåkers brygga

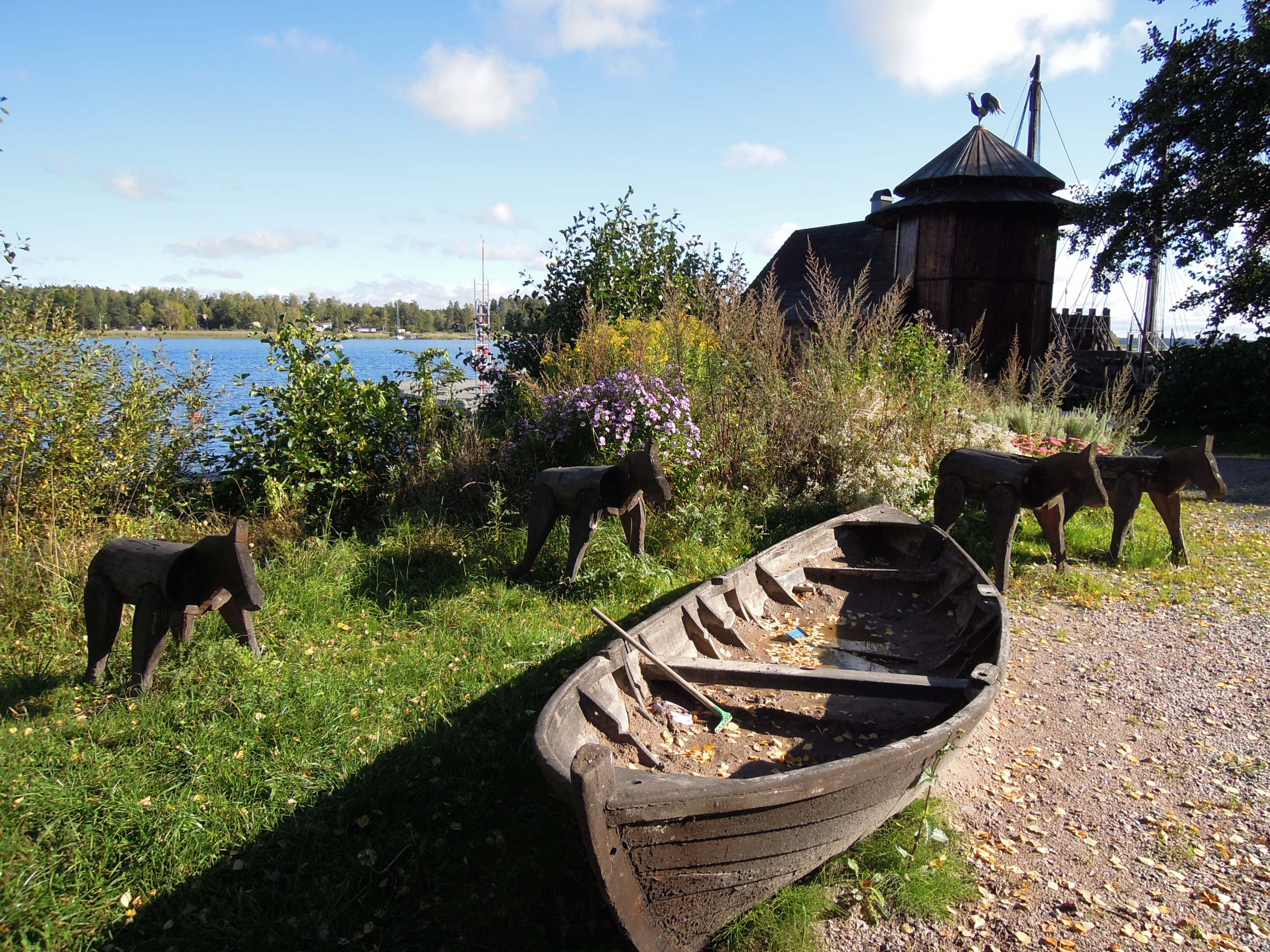
Miljö vid Frösåkers brygga med båthuset med torn i bakgrunden

Frösåkers brygga är en turistattraktion med ett maritimt museum, Västerås historiska skeppsmuseum, beläget cirka två mil öster om Västerås. Här finns också en vikingaby med Gudagott Matkulturakademin.

## Historia
Vid Frösåkers brygga låg en gång ett tegelbruk. Den stora villan ovanför bryggan användes som barnkoloni (Snäppans barnkoloni). Allt detta är avvecklat och i anläggningen bedrivs nu turist-, barn- och familjeverksamhet samt företagsevenemang. Ett stort vikingahus byggdes upp och försågs med minnen från vikingatiden ofta av trä. Bryggan vid Mälaren utökades och försågs med rekonstruerade vikingaskepp som används för evenemang. Vikingahuset brann ner till grunden år 2011.  Därefter vidtogs en mödosam återuppbyggnad av anläggningen. Verksamheten fortsatte, fler bryggor byggdes till. Ett båthus med badmöjlighet byggdes 2013, likadant som ett tidigare fanns där i början av 1900-talet.

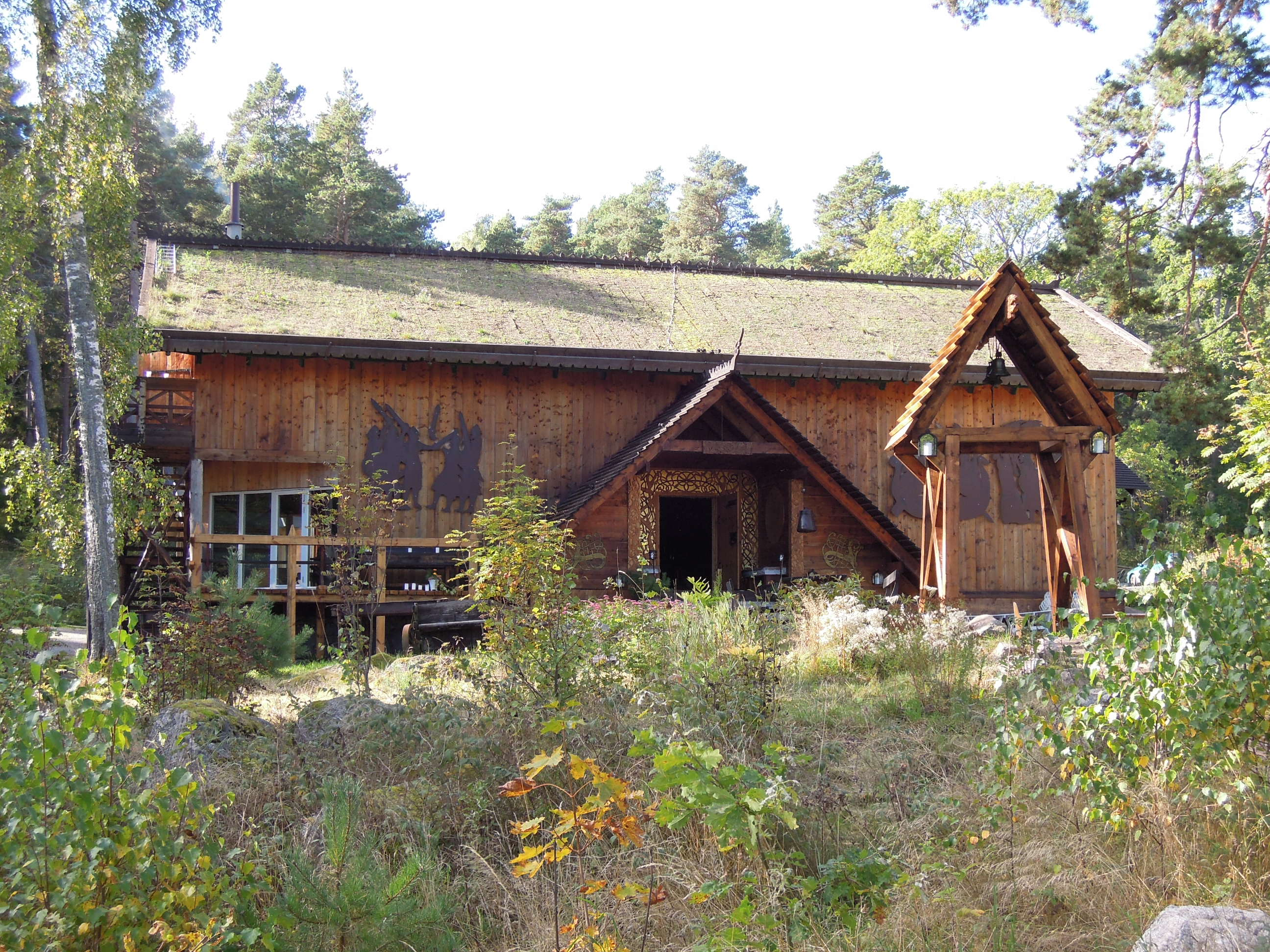
Vikingahuset Gudagott

## Vikingabyn vid Frösåkers brygga

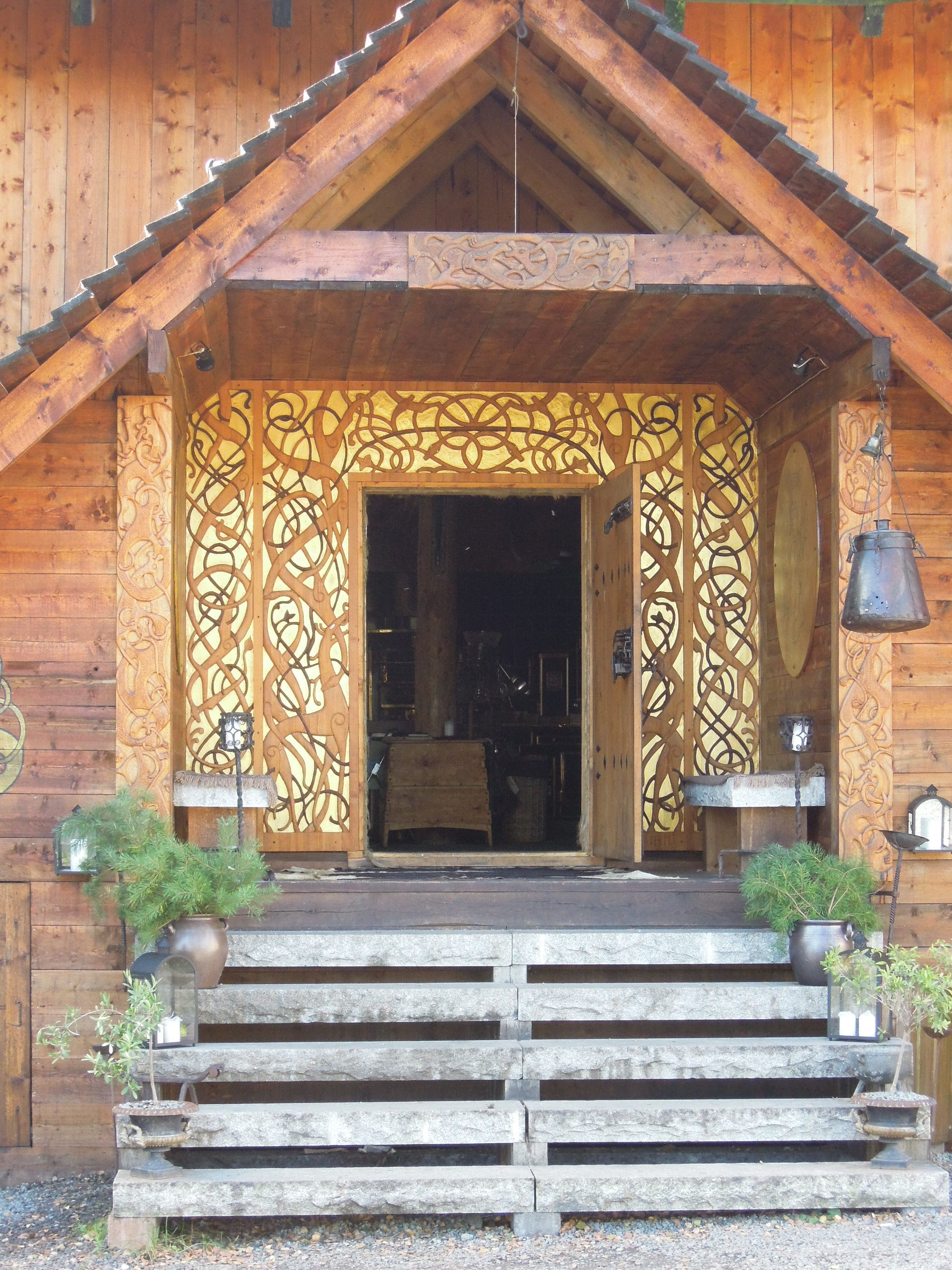
Entrén till vikingahuset Gudagott

Vikingabyn består av vikingahuset Gudagott, där det anordnas aktiviteter som bågskytte, smide, runristning, kast med katapult och rodd eller segling med vikingaskepp eller med medeltidskepp. Det finns brygghus, smedja, sommarcafé och möjlighet till grill och bastu.
Gudagott kallas ett vikingainspirerat långhus. Lokalen rymmer upp till 150 personer. Det anordnas konferenser, bröllop, födelsedagsfirande, middagar och kalas. Här finns också en matakademi med matlagningskurser.